# Сельское поселение Мочильское
Сельское поселение Мочильское — бывшее (до 2015) муниципальное образование со статусом сельского поселения в упразднённом Серебряно-Прудском районе Московской области России.

## Общие сведения
Образовано в ходе муниципальной реформы, в соответствии с Законом Московской области от 21.01.2005 года № 29/2005-ОЗ «О статусе и границах Серебряно-Прудского муниципального района и вновь образованных в его составе муниципальных образований».
Административный центр — село Мочилы.
Глава сельского поселения — Калашникова Светлана Николаевна. Адрес администрации: 142954, Московская область, Серебряно-Прудский район, с. Мочилы, ул. Школьная, д. 8.
Упразднено 7 ноября 2015 в связи с преобразованием Серебряно-Прудского муниципального района в городской округ.

## География
Располагалось на юге района и являлось самым южным муниципальным образованием Московской области. Граничило с сельскими поселениями Узуновским и Успенским, городским поселением Серебряные Пруды, Михайловским районом Рязанской области, Новомосковским и Венёвским районами Тульской области. Площадь территории сельского поселения — 22 177 га (221,77 км²).

## Население
| 2006  | 2007  | 2008  | 2009  | 2010  | 2011  |
| ----- | ----- | ----- | ----- | ----- | ----- |
| 3162  | ↗3266 | ↗3292 | ↗3310 | ↘3257 | ↗3286 |
| 2012  | 2013  | 2014  | 2015  |       |       |
| →3286 | ↗3293 | ↘3276 | ↘3236 |       |       |

## Состав сельского поселения
В состав сельского поселения входили 18 населённых пунктов двух упразднённых административно-территориальных единиц — Мочильского и Шеметовского сельских округов:
- сёла: Аннино, Клинское, Кормовое, Куребино, Мочилы, Подхожее;
- деревни: Александровка, Большое Рогатово, Крутовец, Куньи Выселки, Курбатово, Ламоново, Лишняги, Николаевка, Озерки, Шеметово, Яблонево, Якимовка.

## Инфраструктура
- 3 детских дошкольных образовательных учреждения;
- 3 общеобразовательные школы (с. Мочилы, с. Подхожее, д. Шеметово);
- 3 библиотеки (книжный фонд около 30 тысяч экземпляров);
- 3 амбулатории;
- 3 учреждения культуры (с. Мочилы, с. Подхожее, д. Шеметово)[16].